# Русерсбергский замок
Русерсбергский замок (швед. Rosersbergs slott) — один из королевских дворцов Швеции. Он расположен на берегу озера Меларен, на окраине Стокгольма, и был построен в 1630-х годах семьёй Оксеншерна. Русерсберг стал королевским дворцом в 1762 году, когда государство передало его герцогу Карлу (будущему королю Карлу XIII), младшему брату Густава III, короля Швеции.

## История
Габриель Бенгтссон Оксенштерна назвал дворец в честь своей матери, происходившей из знатной семьи Тре Росор ("три розы"). Строительство здания в типичном ренессансном стиле того времени началось в 1634 году и было завершено в 1638 году.
В конце XVII века стиль ренессанс вышел из моды и сын Габриеля Бенгтссона Оксенштерны, Бенгт Оксеншерна, кардинально модернизировал замок в распространённом тогда стиле рококо. Архитектором проекта выступил Никодемус Тессин-младший. Щипцы главного здания были снесены, а сам замок получил новую крышу. Также были добавлены новые крылья и галерея с колоннадами.

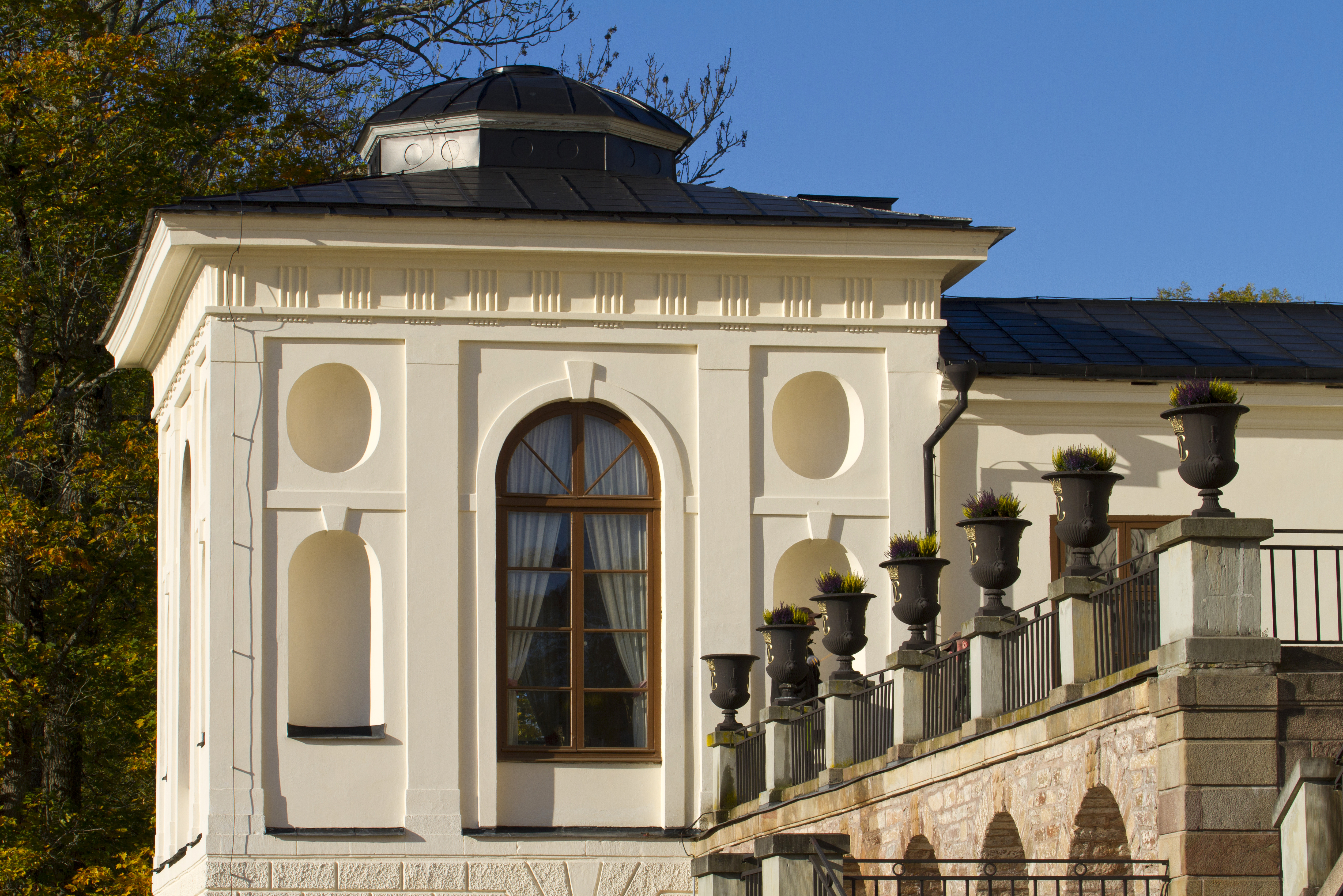
Часть западного крыла Русерсбергского замка с цветочными горшками.

В 1747 году Русерсберг был приобретён бароном Эрландом Карлссоном Броманом и вновь модернизирован при содействии архитектора Жана Эрика Рена. Броман умер в 1757 году, и дворец перешёл в собственность государству, передавшему его герцогу Карлу.
Карл поселился во дворце и продолжил осуществление планов Рена по его модернизации. Замок был отреставрирован в позднем густавианском стиле, но без некоторым присущих ему причудливых деталей, заменённых на более серьёзный и романтический тон, именуемый стилем империи Карла XIII. В рамках модернизации был создан ряд новых интерьеров, наиболее заметными из которых являются оранжевые и красные гостиные, а также Гогландская комната.

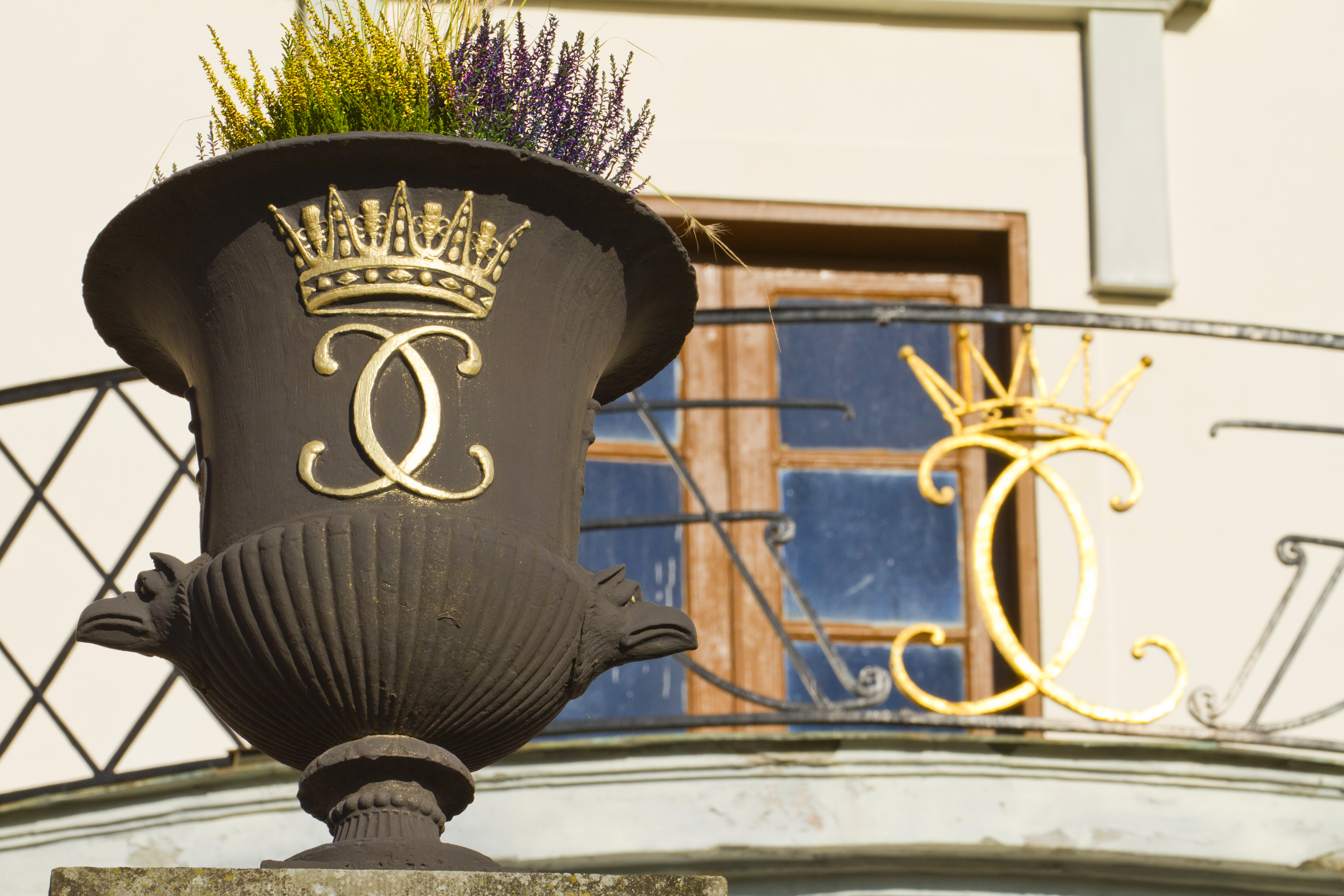
Цветочный горшок и балкон с королевской символикой.

Русерсберг был любимым дворцом Карла XIV Юхана и королевы Дезидерии, первыми из династии Бернадоттов, которые там проводили свой летний отдых. Они были последними членами королевской семьи, использовавшими дворец в качестве резиденции. Спальня Карла XIV Юхана считается одним из самых ярких примеров шведского интерьера начала XIX века. Комнаты и их обстановки сохранились до нынешнего времени в том же виде, в котором они были в 1795—1825 годах.

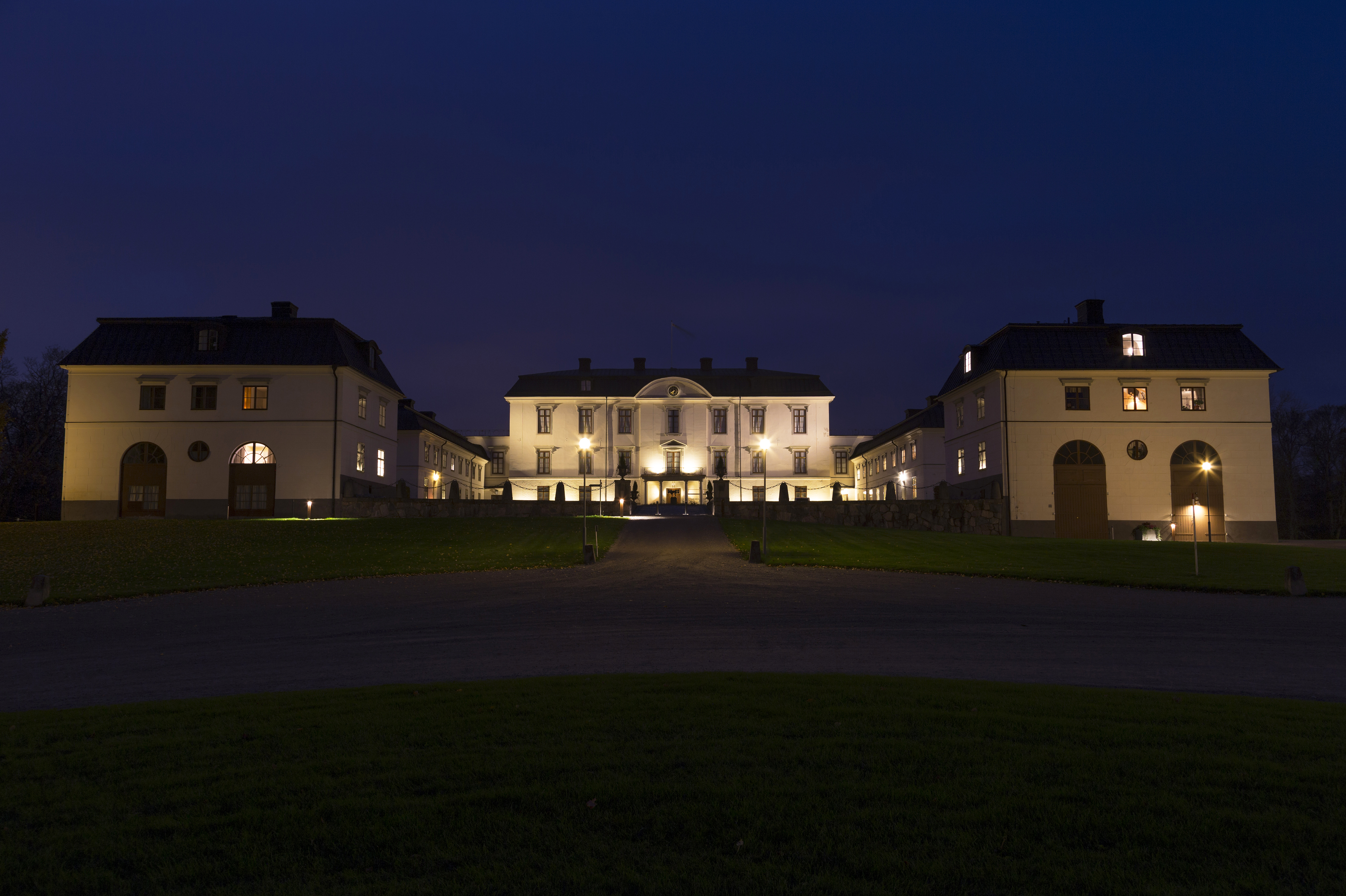
Дворец с северо-западной стороны ночью

После смерти Дезидерии в 1860 году дворец был передан шведской пехоте. В 1874 году Шведская пехотная артиллерийская школа переехала на первый этаж и флигели замка. Весной 1961 года пехотная артиллерийская школа была переведена в гарнизон Линчёпинга. 1 июля 1961 года замок был передан Шведскому совету гражданской обороны. В 1986 году этот совет был преобразован в Агентство спасательных служб, которое до 2006 года имело свои помещения в замке и его крыльях.

## Парк
Дворец обладает парком, который включает в себя сад в стиле французского барокко, созданный по заказу Бенгта Оксеншерна архитектором Никодемусом Тессином-младшим в конце XVII века. В то время он считался одним из самых роскошных садов в Швеции, но большая часть сада впоследствии заросла или была потеряна. Аллеи и 600-метровый пруд всё ещё существуют. С левой стороны дворца находится английский сад с извилистыми дорожками, заказанными герцогом Карлом около 1800 года.